# JR北海道キハ285系気動車
キハ285系気動車（キハ285けいきどうしゃ）は、北海道旅客鉄道（JR北海道）が導入を計画していた特急形気動車。

## 概要
「スピードアップと省エネルギー化を両立させる次世代の特急気動車」として開発が進められていたが、JR北海道を取り巻く情勢や都市間輸送施策の変化により、2014年（平成26年）9月に試作車が落成した直後に開発が中止された。
落成した試作車は試験に供されることもなく、苗穂工場構内や本線でわずかに走行した後に苗穂工場構内に留置され続けた。一時は在来線用総合検測車として改造・活用することも検討されたが断念され、全車とも2015年（平成27年）に除籍され、2017年（平成29年）に解体された。

## 開発前史

### 複合車体傾斜システムの開発
JR北海道は発足初期から都市間輸送高速化の一環で、線区自体の設備改良と併せ、車体傾斜装置を搭載した特急形気動車を投入・運用していた。これは、曲線通過時に左右定常加速度を抑えて乗り心地を向上させることで、より高速での曲線通過を行うことを目的としたものである。
JR北海道が導入したのは、キハ283系などが採用する制御付き自然振子式車体傾斜（以下、振子式）、キハ261系などが採用する空気ばね強制車体傾斜（以下、空気ばね式）の2種であり、前者については遠心力とそれを補助する油圧式アクチュエータにより車体を最大で内軌側へ6度傾斜（キハ283系の場合）、後者については台車の外軌側空気ばねを上昇させて車体を傾斜させることで最大で内軌側へ2度の傾斜を実現していた。
しかし、さらに高速での曲線通過を目指し車体を現状以上に傾斜させることとした場合、振子式では傾斜こそ可能ではあるものの、車体傾斜により車体がロールする際の回転中心が床上にあるため、傾斜が大きくなるほど外軌側へ床面と重心が移動する。例えば6度傾斜の場合、重心は外軌側へ75 mm 移動するが、8度傾斜とした場合100 mm 移動することとなり、乗り心地は悪化する。また、空気ばね式はロールする際の回転中心が床下にあり、重心移動量こそ小さいものの、もともと振子式より簡素で費用対効果に優れる車体傾斜として導入された経緯があり（キハ261系の項も参照）、技術的に現状の2度より大きな傾斜を行うことは困難であった。
この問題を解消するため、JR北海道は鉄道総合技術研究所（JR総研）・川崎重工業との共同開発により、新たな車体傾斜方式である複合車体傾斜システム（ハイブリッド車体傾斜システム）の開発を進めた。これは振子式により内軌側へ6度傾斜させた上に空気ばね式を組み合わせることで最大8度の車体傾斜を実施する、というもので、本則90 km/hの曲線の場合、140 km/h（+50 km/h）と、従来車より大幅に高い速度で左右定常加速度を抑えての通過を可能としつつ、重心移動量は振子式の6度傾斜を下回る68 mm に抑えることができる。
この車体傾斜については、2006年（平成18年）3月8日に開発成功が発表され、併せて試験台車N-DT283HX形が製作された。この試験台車はこの複合車体傾斜システムに加え、振子制御に用いるアクチュエータに電動油圧式を採用、低重心化のため車輪径を 760 mm に縮小し、軌道への横圧を低減する自己操舵機構も装備されていた。
この台車は走行試験のため2006年（平成18年）にキハ283系（キハ282‐2007）に実際に装備され、同年3月31日から4月1日未明にかけての夜間帯に函館駅から札幌駅へ向けて走行した様子が目撃されるなど、複数日にわたって試験が行われている。

### MAハイブリッドディーゼル駆動システムの開発
これとほぼ並行して、JR北海道では2002年（平成14年）10月から、気動車の省エネルギー化・環境負荷低減を目指し、「MA（モーター・アシスト）ハイブリッドディーゼル駆動システム」と称するパラレルハイブリッド駆動システムを、日立ニコトランスミッションと共同開発していた。
これは従来の液体式気動車における液体変速機を、デュアルクラッチトランスミッションにアシストモーター（電動機）を追加した「アクティブシフト変速機（AST）」と称する自動変速機に置き換え、電動機に駆動用の蓄電池を接続したものであった。
停車時はエンジンを停止、起動時にはエンジンを用いず蓄電池の電力により電動機で発進し、ある程度の速度からはエンジンの動力も用いて加速、惰行時はエンジンにより電動機を発電機として駆動させて蓄電池を充電、減速時はさらに車輪の回転力による電力回生（充電）も実施する。
この方式の利点は、いわゆるシリーズハイブリッド車と比して蓄電池や電力コンバーターなど、システム全体を小型化できる点にあったが、液体式気動車との比較においても、AST採用による動力伝達効率向上や、変速ショック吸収による乗り心地向上といった利点があるとされていた。
2007年（平成19年）10月には日高本線で余剰となったキハ160-1を改造した試験車「ITT（イノベーショントレイン、とも）」が落成した。「ITT」は各所で試験を行い2010年（平成22年）度までにシステムの検証を終え、2013年（平成25年）に廃車された。

## 開発開始から中止に至る経緯

### 当初考えられていた「次世代車両」
2005年（平成17年）度からスタートした中経経営計画「スクラムチャレンジ2006」における「具体的取り組み」として、「環境を考慮したハイブリッドシステムなど次世代特急システムの開発」が記載され、続く2007年（平成19年）度からの中経経営計画「スクラムチャレンジ2011」においても、「ハイブリッド駆動システムなど次世代特急システムの技術開発の推進」が「具体的取り組み」として記載となっていた。同年10月に前述のMAハイブリッド開発に成功した際に出されたプレスリリースには次のような記載がされた。
また、このプレスリリース中には「次世代車両」という用語が登場するが、これについては次のように定義されている。

### 「次世代特急車両」の開発開始と情勢の変化
「スクラムチャレンジ2011」の最終年度となる2011年（平成23年）4月、JR北海道は「次世代特急車両」試作車の設計・製作に着手することとなった。同年度の環境報告書には次のように記載されていた。
また、2012年（平成24年）5月に発行された雑誌『鉄道界』には次のように試作車3両の計画が示されていた。
しかし、JR北海道は長年厳しい経営環境の下、本来必要である設備投資や修繕が後回しになっていた実態があり、開発開始直後の2011年（平成23年）5月27日に発生させた石勝線特急列車脱線火災事故をはじめ、以降JR北海道社内では事故・不祥事が続発した。
事故等を受けても「次世代特急車両」の開発自体は継続されていたが、2012年（平成24年）11月に策定された「スクラムチャレンジ2011」後の中期経営計画「中期経営計画2016」では、安全性向上や信頼の回復に主眼が置かれることとなり、「次世代特急車両」についての具体的記述は行われなかった。また、その後も続発する不祥事を受け、2013年（平成25年）11月のダイヤ変更から翌年8月のダイヤ改正にかけて、段階的に特急列車の速度引き下げやキハ261系の空気ばね強制車体傾斜取りやめを行い、加えて十分な予備車を確保して検査を行うようにするなど、JR北海道の都市間輸送に対する施策は速度向上から車両・軌道負荷の軽減へ方針転換が進んだ。2013年（平成24年）度の環境報告書では「次世代特急車両」については次のような記載となり、速度向上等に関わる記述が削除された。
それでもなお「次世代特急車両」の開発は進められ、2014年（平成26年）5月発行の雑誌『鉄道界』には次のような計画が示されている。

### 開発中止
製造を進めていた試作車3両は、2014年（平成26年）9月に川崎重工業兵庫工場（当時）で落成した。しかし落成直後の2014年（平成26年）9月10日、JR北海道はこの車両の開発中止を発表し、同時に形式名が「285系特急気動車」であることが公に明らかとなった。開発中止理由については下記のように発表された。
この中止までにJR北海道は開発費用として約25億円を費やしていたが、この中止により約155億円の投資額減（車両単価減及び製造両数減による）につながったと発表されている。

## 開発中止後の動向

### 試作車の入籍・試運転
開発中止発表後、2014年（平成26年）9月26日に試作車3両は川崎重工業兵庫工場を出場し、苗穂工場まで甲種輸送され、到着後の10月初頭には構内で試運転を行う姿が目撃された。
同月31日同日未明には本線上での試運転が実施され、同日付でJR北海道が車両を受領し札幌運転所に新製配置となったものの、その後は苗穂工場で留置された。

### 再利用の検討
開発中止当初、JR北海道では落成した車両について「在来線用総合検測車として使用することを含めて具体的な活用方法を検討」すると表明し、翌2015年（平成27年）3月20日発表の「安全投資と修繕に関する5年間の計画」では2017年（平成29年）度までの「軌道・電気総合検測車」の導入が示された。
しかし、2016年（平成28年）4月に検測車としての転用も断念することが北海道新聞により報じられ、同年6月発表の「『事業改善命令・監督命令による措置を講ずるための計画』平成28年度第1四半期実施状況の報告について」においては「開発中止とした新型特急車両を、総合検測車として転用することを含め検討したが、軌道検測車は新製することとした」と国土交通省北海道運輸局に対し報告がなされた。
また、フリーランスライターの小川裕夫の取材に対し、JR北海道広報部は「売却を検討しましたが、購入希望先がなかった」とも回答している。

### 廃車・解体
転用断念が北海道新聞によって報じられた際も、JR北海道は取材に対し「今後の活用法について検討しているところ」と回答していたが、「使用用途を検討しましたが、使用見込みがない」と判断され、2017年（平成29年）3月に苗穂工場にて全車両が解体された。なお、車籍は全車両とも2015年（平成27年）3月31日付で抹消されている。

## 仕様

### 編成・形式
製作された試作車3両の編成・形式は下記の通り。編成名については現車に記載があったものを表記する。車種を表すサフィックスについては本項目における便宜上のものである。
| 編成   | キハ285 （Mc） | キハ284 (M) | キハ285 （Mc） | 製造       | 落成 配置  | 落成日         | 新製 出典 | 廃車           | 廃車 出典 |
| ------ | -------------- | ----------- | -------------- | ---------- | ---------- | -------------- | --------- | -------------- | --------- |
| HB-901 | 901            | 901         | 902            | 川崎重工業 | 札幌運転所 | 2014年10月31日 | [ 7 ]     | 2015年03月31日 | [ 8 ]     |

### 機器類・車両性能
前述の複合車体傾斜システムとMAハイブリッド駆動システムを搭載していた。車両性能の具体的な値については公式に発表されていないが、開発中止時に最高速度、曲線通過速度とも「従来振子車より速度向上」と発表されている。

## 投入予定線区
JR北海道から投入予定線区は公式に発表されなかったが、北海道新聞は「JRは北海道新幹線開業後の札幌―函館間の特急列車としての運行を予定していた」と報じている。

## 開発中止後の特急車両施策
本系列の開発中止に伴い、老朽化した特急型気動車の置き換えについては、当面の間キハ261系気動車（1000番台）の製造で対応することが決定した。
開発中止翌年の2015年（平成27年）3月20日には「安全投資と修繕に関する5年間の計画」が発表され、2017年（平成29年）度から実施予定であったキハ183系初期車の置き換えを1年前倒しで2016年（平成28年）度から実施することが決定、これに合わせて2016年（平成28年）度から2018年（平成30年）度にかけキハ261系は1000番台6次車と称するグループを製造、その後も増備（同7次車）が2022年（令和4年）まで続けられ車種の大幅な整理が図られた。